# ハドラミー
ハドラミー（英語: Hadhrami people）とは、南アラビア（イエメン、南イエメン、オマーン）のハドラマウト地方出身者やその子孫のことである。ハドラマウト人ともよばれる。世界中に独自のネットワークを形成している。
18世紀半ば以降、インドネシア、マレーシア、シンガポールなどの東南アジア諸国のほか、インド、アラビア半島、東アフリカ諸国など、世界各地へ移住および離散している。

## 著名人
- アブ・バカル・バシル
- アラウィー・シハーブ
- アリー・アラタス
- イブン＝ハルドゥーン
- ウサーマ・ビン＝ラーディン
- サイイド・ウスマーン・ビン・ヤフヤー